# イーゴリ2世
イーゴリ2世（イーゴリ・オリゴヴィチ）（ロシア語: Игорь Ольгович, ウクライナ語: Ігор Ольгович、？ - 1147年9月19日）は、キエフ大公スヴャトスラフの孫、チェルニゴフ公オレグの息子である。兄にはキエフ大公フセヴォロドがいる。プチヴリ公：1127年 - 1142年、ベレスチエ＝ドロギチン公：1142年 - 1146年、キエフ大公：1146年。ロシア正教会の聖人で聖名ゲオルギー。

## 生涯
1146年8月1日、兄のフセヴォロドが死ぬと、その遺言に従いキエフ大公の位を継いだ。しかしキエフの人々は、密かにペレヤスラヴリ公イジャスラフに大公位に就くよう要請した。イーゴリとイジャスラフの間に合戦が始まると、キエフの人々の軍はイジャスラフ側に寝返り、イーゴリは捕らえられて幽閉された。その後、病を発したため解放され、修道院に入れられてスヒマとなった。病から回復した後も修道院で過ごした。
1147年、キエフ大公位にあるイジャスラフを殺害しようとするオレグ一門（イーゴリ兄弟の父オレグに始まる一族）の謀略が明るみに出ると、キエフのヴェーチェ（民会）は、報復としてイーゴリを処刑することに決めた。人々は奉神礼中の教会に押し入り、生神女のイコンの前でイーゴリを捕らえた。イーゴリは殺され、死体は市場に晒された。
イーゴリは初めはキエフ郊外の聖シメオン修道院に埋葬されたが、1150年に、彼の遺体は不朽体として、弟のスヴャトスラフによってチェルニゴフの救世主顕栄大聖堂に安置された。この、聖遺体を安置した日（6月5日）と殺害された日（9月19日）が、イーゴリの記憶日となっている（グレゴリオ暦では6月18日と10月2日にあたる）。